# 池田浩二
池田浩二（いけだ こうじ、1978年4月3日 - ）は、愛知県常滑市出身の競艇選手。
登録番号3941。身長170cm。血液型O型。81期。愛知支部所属。

## 来歴
競艇好きの叔父に競艇場に連れて行って貰ったのが競艇との出会い。愛知県立知多高等学校（現・愛知県立知多翔洋高等学校）中退。蒲郡競艇場で行われた第81期選手卒業記念競走で優勝、第46代本栖チャンプとなる。1997年11月19日常滑でデビュー。デビュー戦は6着に終わったが、翌日に初勝利を挙げた。
1998年4月、常滑で初優出、1999年4月、常滑で初優勝。2002年、蒲郡周年で初のGIを獲得、その年末の賞金王決定戦に初出場。2003年丸亀・GC決定戦でSG初優勝。
スタートの早さ、ウイリーモンキーと呼ばれるハイレベルなターンが売りの選手である。

## SG・GI・GIIタイトル
SG
- グランドチャンピオン決定戦（2003年・丸亀、2022年・唐津、2025年・戸田）
- 賞金王シリーズ（2005年・住之江）
- 総理大臣杯（2009年・多摩川、2013年・平和島）
- モーターボート記念（2009年・丸亀）
- 東日本大震災被災地支援競走 笹川賞（2011年・尼崎）
- 全日本選手権（2011年・平和島）
- 賞金王決定戦（2011年・住之江、2013年・住之江）

GI
- オールジャパン竹島特別（2002年・蒲郡）
- マーメイドグランプリ（2008年・常滑）
- 北陸艇王決戦（2008年・三国）
- 東海地区選手権競走（2009年・第54回津、2020年第65回・蒲郡、2024年第69回・蒲郡）
- 徳山クラウン争奪戦（2011年・徳山）
- びわこ大賞（2011年・琵琶湖）
- 大渦大賞（2012年・鳴門、2021年・鳴門）
- 宮島チャンピオンカップ（2016年・宮島）
- トコタンキング決定戦（2019年2月・常滑、2019年4月・常滑）
- 全日本王者決定戦(開設67周年記念)（2021年1月・唐津）

GII
- モーターボート大賞（2010年・芦屋）
- 第18回競艇祭（2014年・大村）

## 人物・エピソード
- デビュー当時は新美恵一を目標としていた。
- 師匠は上島久男。
- スキマスイッチの大橋卓弥とは同じ高校の同級生で、今でも親交がある。